# Albert Toldrà i Vilardell
Albert Toldrà i Vilardell (Barcelona, 1964) és un historiador català. De petit marxà a viure a València i es llicencià en Història a la Universitat de València el 1992, on va doctorar-se en el camp de la religiositat i la sexualitat en la cultura medieval. Treballa com a auxiliar de serveis a la Universitat de València, l'any 2000 guanyà el Premi Joan Fuster d'assaig per Aprés la mort: un viatge amb Sant Vicent al més enllà medieval. L'any 2011, amb Asmodeu. Dona, dimoni i sexe a l'edat mitjana obté el Premi Micalet d'assaig. El novembre del 2017, amb l'obra El plaer de la carn va obtindre el Premi València Alfons el Magnànim d'assaig.

## Obres
- Aprés la mort. Un viatge amb sant Vicent Ferrer al més enllà medieval. València: Eliseu Climent, 2000.[1]
- Sant Vicent contra el pintor gòtic: Sobre el "triangle" de l'expressió medieval a Afers, 2002.[4]
- Judes a l'Edat Mitjana, a Afers, 2003.
- Per peccat se scriu en les calderes d'infern. Llibre i escriptura al Més Enllà medieval a Signo, 2003.
- Sant Vicent Ferrer: Debats historiogràfics a Afers, 2004.
- Un cafè amb Raixida. Per entendre les religions, Edicions del Bullent, 2007
- Un café con Rachida. Para entender las religiones, Edicions del Bullent, 2007
- En nom de Déu: La Inquisició i les seues víctimes al País Valencià (Claus per a entendre el món). Picanya: Edicions del Bullent, 2011.
- Asmodeu. Dona, dimoni i sexe en l'Edat Mitjana. València: PUV, 2011.[2]
- La carn. Cos i sexualitat a l'Edat Mitjana. Barcelona: Base, 2012.[2]
- Paraula i passió. Sant Vicent Ferrer, predicador, Picanya: Edicions del Bullent, 2015.
- Per la reixeta. Sol·licitació sexual en confessió davant la Inquisició de València, 1651-1819. València: PUV, 2017.[2]
- El plaer de la carn. Sexe i temperament en la cultura medieval. València: Institució Alfons el Magnànim, 2017.[3]
- Il·luses, santes, falsàries. Picanya: Edicions del Bullent, 2018. ISSN-EAN: 9788499042060.[5]

## Premis
- 2000 Premi Joan Fuster d'assaig amb Aprés la mort: un viatge amb sant Vicent al més enllà medieval.[1]
- 2011 Premi Micalet d'assaig amb Asmodeu. Dona, dimoni i sexe a l'edat mitjana[2]
- 2017 Premi València Alfons el Magnànim d'assaig amb El plaer de la carn. Sexe i temperament en la cultura medieval.[3]
- 2017 Premi d'assaig en valencià Josep Vicent Marqués. Premis literaris Ciutat de València amb Il·luses, santes, falsàries.[6]